# 地中海綿棗兒
地中海綿棗兒（学名：Scilla peruviana）又名地中海蓝钟花、地金球、野風信子、葡萄牙綿棗兒，是綿棗兒屬的一種植物，原產於西地中海地區的伊比利亞半島、義大利及非洲西北部。也有人根據學名peruviana（秘魯的），將本種的名稱翻譯為秘魯綿棗兒，不過秘魯並不是本種的原產地，這裡所說的秘魯和南美洲國家秘魯並沒有關係，而是指一艘名為秘魯（Peru）的船舶，1753年林奈在描述本種性狀時所用的標本，就是由這艘船從西班牙運來的。
多年生草本植物，地下莖為鱗皮鱗莖。鱗莖直徑6-8公分，鱗莖白色，外表包覆棕色的鱗皮。葉線形，長20-60公分，寬1-4公分，葉由鱗莖長出，在一個春季期間，每個鱗莖約可以長出5-15片葉子。花序為總狀花序，花莖長15-40公分，每一花莖上有40-100朵花。花藍色，花徑1-2公分，有花被六片。

## 栽培與用途
葡萄牙綿棗兒在春季時開花，通常栽培做為春天時的觀賞花卉，在市面上可以買到一些不同花色的品種，顏色由白色至淡藍色、深藍色或紫色。